# Сплячі красуні (роман)
«Сплячі красуні» (англ. Sleeping Beauties)  — роман американського письменника  Стівена Кінга та його сина Овена Кінга. У США книга вийшла 26 вересня 2017 року.

## Сюжет
У майбутньому — настільки близькому, наскільки це можливо — жінок підстерігає таємничий вірус «Аврора», який занурює їх в білий кокон та змушує спати. Цей вірус блискавично вражає весь світ, спричиняє паніку та розпалює ворожнечу в суспільстві США. Генеза цієї хвороби має якийсь таємничий зв'язок з маленьким містечком Дуллінг регіона Аппалаччі західної частини штату Мен, нещодавно там з'явилася таємнича Євка Блек, яка має імунітет до хвороби. Згодом місцеві жителі почали підозрювати Євку в створенні злих чарів, які спричнили сонний вірус...

## Адаптації

### Телебачення
У квітні 2017 року видання Deadline Hollywood повідомило, що компанія Anonymous Content придбала телевізійні права на роман. У квітні 2019 року AMC взяла на себе зобов'язання щодо пілотного сценарію Оуена Кінга для відкритого телевізійного серіалу.

### Комікси
У липні 2019 року Deadline Hollywood також повідомив, що IDW Publishing випустить 10-серійну адаптацію коміксів роману, створену письменником Ріо Юерсом та художницею Елісон Семпсон. Перший випуск вийшов у червні 2020 року.